# Goleńsko
Goleńsko – wieś w Polsce położona w województwie łódzkim, w powiecie łowickim, w gminie Chąśno.
| 1039263 | Doły          | część wsi |
| 1039270 | Goleńsko Małe | część wsi |

Wieś duchowna położona była w drugiej połowie XVI wieku w powiecie gąbińskim ziemi gostynińskiej województwa rawskiego. Była wsią klucza łowickiego arcybiskupów gnieźnieńskich. W latach 1975–1998 miejscowość administracyjnie należała do województwa skierniewickiego.
W Goleńsku urodził się Jan Uczciwek (1892–1973), kawaler Orderu Virtuti Militari.